# Loch Etive
Loch Etive (schottisch-gälisch, Loch Eite) ist ein 31,6 km langer Fjord im schottischen Argyll and Bute. Er mündet bei Connel, 5 km nördlich von Oban, in den Firth of Lorn zwischen dem schottischen Festland und der Isle of Mull. Der Loch Etive ist zwischen 1,2 km und 1,6 km breit und bis zu 200 m tief.
Der Name Etive bedeutet vermutlich „Kleine Hässliche“, nach dem Namen einer gälischen Gottheit, die mit dem Fjord in Verbindung gebracht wurde.

## Geografie
An der engen Mündung des Loch Etive bilden sich bei Springtide die Falls of Lora. Von dort aus begleiten am Südufer die Straße A85 und die Eisenbahn den Fjord bis zur Mündung des River Awe. Dann folgen diese Verkehrswege dem Flusslauf Richtung Südost, während der Fjord nach Nordosten in unbewohntes Bergland abknickt. In das Kopfende des Sees mündet der River Etive. Eine Straße von Glen Coe her schafft entlang diesem Flüsschen einen Zugang.
Ein Teil des Nordufers ist als Naturschutzgebiet, als Special Area of Conservation (Besonderes Erhaltungsgebiet (BEG)) ausgewiesen. Besonders die alten Traubeneichen-Wälder dort sollen so geschützt werden. Einer kleinen Kolonie von rund 20 Seehunden dient das Loch Etive als Revier.

## Baudenkmäler
Gleich unterhalb der Mündung des Loch liegt Dunstaffnage Castle, bis zum 9. Jahrhundert eine Burg des Königreichs von Dál Riata. Möglicherweise war sie zeitweise sogar sein Zentrum und beherbergte den Stein von Scone, bevor er nach Scone Palace verbracht wurde. Die gegenwärtigen Mauerreste datieren von 1275. Ab 1881 gab es vom Schloss aus Touren für die Feriengäste in Oban, das damals als Urlaubsort in Mode kam: Bootsfahrten führten zum oberen Ende des Loch Etive, gefolgt von Kutschfahrten nach Glen Coe. Wenige hundert Meter entfernt vom Schloss liegt die mittelalterliche Kirchenruine Dunstaffnage Chapel.
Die Connel Bridge, eine freitragende Stahlbrücke über den Falls of Lora, wurde 1903 zunächst als Eisenbahnbrücke erbaut. Ab 1914 diente sie sowohl als Straßen- als auch als Eisenbahnbrücke; dabei mussten Straßenfahrzeuge und Züge die schmale Brücke abwechselnd benutzen. 1966 wurde die Bahnstrecke stillgelegt, seitdem dient sie ausschließlich als – weiterhin einspurige – Straßenbrücke.
In der Pfarrgemeinde Ardchattan am Nordufer steht die malerische Ruine des Klosters St Modan’s Priory. Es wurde im 13. Jahrhundert von den Zisterziensermönchen des Ordens der Abbaye du Val des Choues gegründet. Der Überlieferung nach tagte dort unter Robert the Bruce das letzte Parlament in gälischer Sprache.
An der Ardmucknish Bay meeresseitig außerhalb des Loch Etive liegt bei Benderloch Dun Mac Sniachan, ein piktisches Dun. Hector Boece lokalisierte im 16. Jahrhundert den nahegelegenen Dun Mac Sniachan als Beregonium, die legendäre Hauptstadt von Dalriada.

## Schiffsname
Nach Loch Etive ist der Eisenrumpfsegler benannt, auf dem Joseph Conrad Dienst tat.